# Гаральд Гаґен
Гаральд Гаґен (норв. Harald Hagen, 15 березня 1902 — 24 травня 1970) — норвезький яхтсмен.
Олімпійський чемпіон 1924 року в класі 8 метрів.